# Tanambogo
Tanambogo – wysepka w Prowincji Centralnej na Wyspach Salomona. Jest jedną z Wysp Nggela.

## Historia
Odkrycie wyspy datuje się na kwiecień 1568 roku. Odkryła ją ekspedycja hiszpańskiego podróżnika Álvaro de Mendaña de Neyra. Dokładniej, wyspa została odkryta podczas lokalnej eksploracji, prowadzonej za pomocą małej łódki, którą dowodził Maestre de Campo Pedro de Ortega Valencia mającego Hernána Gallego jako pilota.